# شورتر (آلاباما)
شورتر (به انگلیسی: Shorter) شهری در شهرستان میکن ایالت آلاباما است که مساحت آن ۱۱٫۸۳ کیلومتر مربع است و در سرشماری سال ۲۰۱۰ میلادی، ۴۷۴ نفر جمعیت داشته و تراکم جمعیتی آن، ۴۰٫۰۷ نفر در هر کیلومتر مربع بوده است.